# Otto Parschau
Otto Parschau (IPA: [ˈbœlkə]) (Klucznik, 11 novembre 1890 – Grévillers, 21 luglio 1916) è stato un aviatore tedesco.

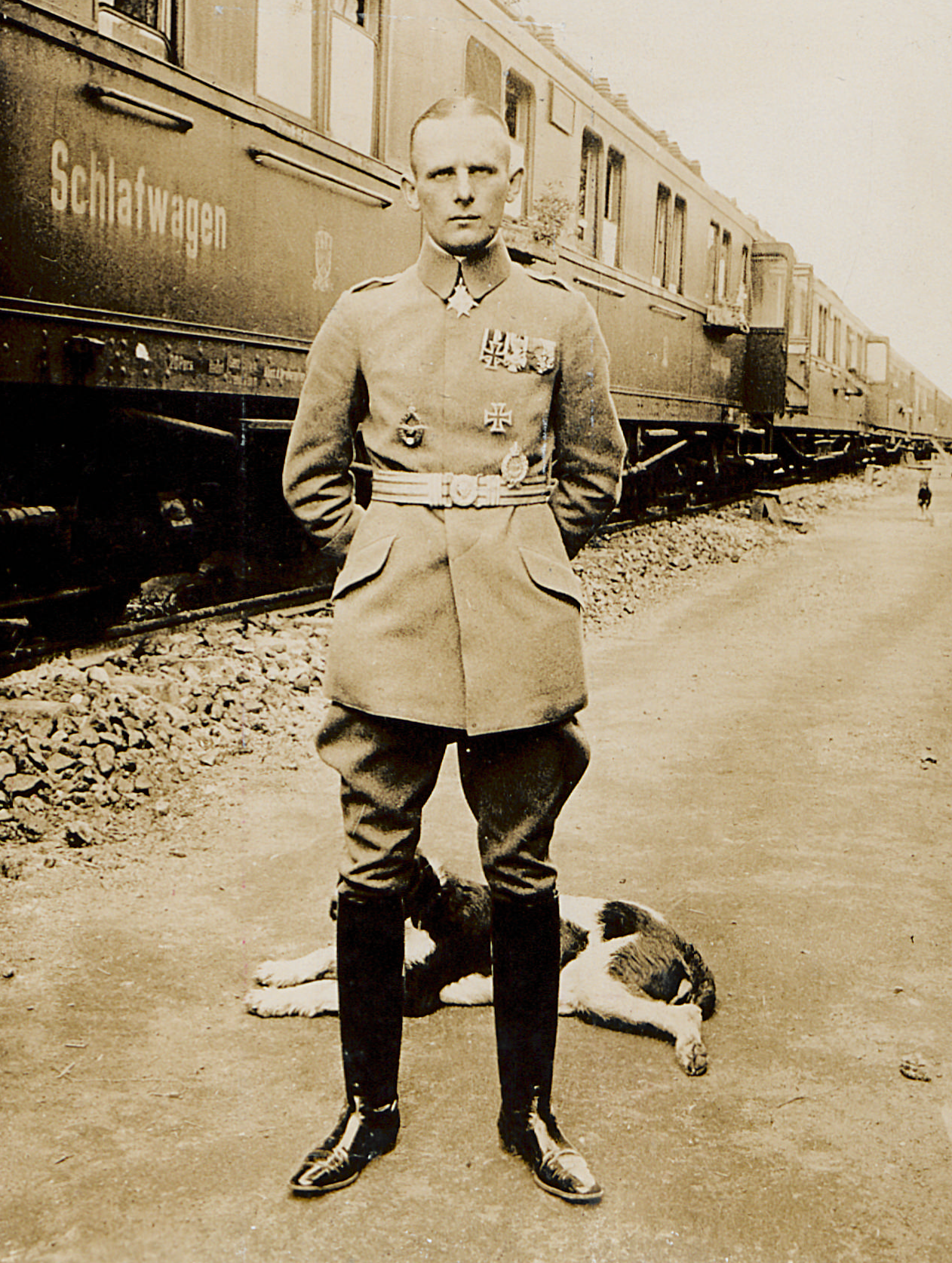
Otto Parschau nel 1916

è stato un Asso dell'aviazione della prima guerra mondiale ed insignito del Pour le Mérite, dell'Ordine di Hohenzollern e della Croce di Ferro di prima classe. Era noto come uno degli assi preminenti sul Fokker Eindecker. È stato uno dei primi assi dell'aviazione al mondo. Parschau ed il Leutnant Kurt Wintgens sono stati i piloti scelti per pilotare il prototipo del rivoluzionario aereo da combattimento Fokker Eindecker con una mitragliatrice sincronizzata per sparare in modo sicuro attraverso l'elica tramite l'uso di un sincronizzatore per mitragliatrice.

## Parschau fino alla prima guerra mondiale
Parschau è nato a Klutznick, nel distretto di Olsztyn della Prussia Orientale. Divenne ufficiale un anno dopo essere entrato nell'Infanterie-Regiment Nr. 151 nel 1910. Parschau fu addestrato come pilota a Johannisthal (15 km a sud-est di Berlino), Darmstadt ed a Hannover e ricevette il brevetto il 4 luglio 1913.

## Carriera come pilota da combattimento
Allo scoppio delle ostilità nell'agosto 1914 Parschau era già in servizio con la Luftstreitkräfte e ben presto si trovò a volare su un biposto in operazioni sul fronte della Champagne (provincia), poi nelle Fiandre e nell'Alsazia-Lorena prima di essere inviato nella Prussia Occidentale e nel Regno di Galizia e Lodomiria, sul Fronte orientale (1914-1918).
A Parschau fu assegnato l'aereo Fokker A.III con il numero di serie 216 della fabbrica Fokker ed il numero di serie militare IdFlieg A.16/15. Questo aereo era stato precedentemente pilotato dall'Oberleutnant Waldemar von Buttlar. Questo monoplano disarmato era stato acquistato privatamente nel 1913 da von Buttlar. Fu requisita dalla Fliegertruppe e von Buttlar fu nominato ufficiale nel Deutsches Heer (1871-1919) allo scoppio delle ostilità. L'aereo è stato dipinto in una tonalità di verde che era la stessa utilizzata dal precedente reggimento Jàger 11 di Von Buttlar,
Parschau aveva servito con la stessa unità la Brieftauben-Abteilung Ostende (Oberste Heeresleitung), abbreviata come BAO nelle comunicazioni militari tedesche dell'epoca, in Belgio come l'oberleutnant von Buttlar fece nel novembre 1914, dove i due ufficiali tedeschi avrebbero potuto entrare in contatto per la prima volta. Poiché l'A.16/15 portava ancora il colore verde della vecchia unità di von Buttlar, l'aereo divenne distintivo come la "macchina verde" di Parschau, fin dallo scoppio della prima guerra mondiale. Parschau ha volato con questo aereo per quasi un anno, in servizio con le FFA 22 e 42 e l'unità di cui sopra "BAO", che era in realtà un gruppo di quattro unità FFA (Feldflieger Abteilung) che operavano come una per l'Oberste Heeresleitung o OHL, l'ufficio dell'Alto Comando dell'esercito tedesco della prima guerra mondiale. In questo periodo, Parschau volò sul suo aereo distintivo sul fronte dello Champagne tra ottobre e novembre 1914. A seguito di questo fece servizio in periodi nelle Fiandre e nell'Alsazia-Lorena prima di essere inviato prima nella Prussia occidentale e poi in Galizia sul fronte orientale. I suoi viaggi furono segnati sulla fusoliera del Fokker. Alla fine del maggio 1915, questo aereo fu il primo ad essere equipaggiato con un equipaggiamento di sincronizzazione praticabile: il sincronizzatore Fokker Stangensteuerung, insieme ad una mitragliatrice Parabellum MG 14 per il suo armamento. Questo aereo ha funzionato come il prototipo Fokker Eindecker per l'uso e la valutazione di combattimento di Parschau.
Poiché Parschau è stato riconosciuto come un pilota esperto ed abile, è stato scelto per andare alla Feldflieger Abteilung 62 (FFA 62) a Douai come istruttore su monoplani. La Feldflieger Abteilung (compagnia aerea da campo) è stata il nome delle pionieristiche unità di aviazione da campo tedesche. Le FFA sono state organizzate sotto la Fliegertruppe. Nell'ottobre 1916, le Fliegertruppe si erano evolute nelle Luftstreitkräfte, il servizio aereo dell'esercito tedesco. (La marina tedesca aveva il proprio servizio aereo, la Marine-Fliegerabteilung.) Tra gli studenti di Parschau alla FFA 62 c'erano i più importanti assi dell'aviazione tedeschi, Max Immelmann ed Oswald Boelcke. Nonostante le sue precedenti lamentele sull'inceppamento della mitragliatrice Parabellum, riuscì a realizzare una serie di sei vittorie sugli aerei nemici tra l'11 ottobre 1915 ed il 2 luglio 1916 come parte del programma Fokker Scourge. Il 3 luglio 1916 abbatté un pallone da osservazione nemico. Nel luglio 1916 si trasferì alla FFA 32, ottenendo la sua ottava vittoria il 9 luglio 1916. Il giorno seguente ricevette la Pour le Mérite. Il 14 Parschau fu nominato al comando della FFA 32.

## Morte in combattimento
Il 21 luglio 1916 Parschau fu ferito mortalmente durante il combattimento con la Royal Flying Corps sopra Grévillers. La ferita fatale era al petto ma egli subì anche una Ferita d'arma da fuoco alla testa, probabilmente per i colpi sparati da John Oliver Andrews. Mantenne abbastanza il controllo per far atterrare il suo aereo dietro le linee tedesche. È stato portato d'urgenza in un ospedale da campo, ma è morto sul tavolo operatorio.